# 3D Warehouse
El 3D Warehouse és un lloc web que acompanya SketchUp on els modeladors poden pujar, descarregar i compartir models tridimensionals. El lloc va ser creat el 24 d'abril de 2006. Fins al 2012, quan Trimble Navigation el va comprar, formava part de Google i era conegut com a Google 3D Warehouse
El lloc permet als modeladors crear col·leccions de models i utilitza algoritmes per determinar models similars. Els models individuals es poden veure en 3D des d'un navegador.
The New York Times va informar el 2008 que 3D s'havia convertit en un "diccionari" virtual del vocabulari en 3D, que informa de la idoneïtat d'un lloc en la realització de pel·lícules, per exemple: "vostè pot trobar models tridimensionals virtuals increïblement detallats de la majoria de les estructures dels edificis més importants del món".

## Google Earth
3D Warehouse permet als models que siguin carregats en Google Earth després d'una revisió de l'exactitud. Els usuaris poden seleccionar en pujar els seus models l'opció que es verifiqui que es tracta d'un "Google Earth" Ready, així es verificarà si l'edifici és un model d'edifici veritable, actual i correctament localitzat. Llavors el model passarà per una revisió de diversos empleats de Google que registren unes qualificacions dels models segons certs criteris d'acceptació. Si el model és aprovat, s'afegeix a la "3D Warehouse Layer", i aviat estarà visible a Google Earth.